# 1. szvit (Bartók)
Bartók Béla I. szvitje (Op. 3, Sz. 31,BB 39) sokat ígérő fiatalkori kompozíció.
A hatások, amelyek 1905-ben Bartók zenéjén nyomot hagytak, részben Liszt Ferenc, Erkel Ferenc és Mosonyi Mihály magyar késő romantikájából, részben Richard Strauss merész és divatos műveiből szűrődtek le. Bartók arra törekszik, hogy elődeinek magyaros hangját a nyugatról éppen elsajátított, modern zenei nyelvvel szinkronizálja.
Egy évvel később, 1906-ban kezdett Bartók, Kodály Zoltánnal együtt népdalokat gyűjteni, és ekkor döbbent rá tévedésére, hogy az ebben a műben található elemek nem az ún. parasztzenéből, hanem a népies műdalokból származnak.
Az öt tételből álló szvit mesterien felépített első tétele az egész darab előlegezett összegzése.
Alaphangulata a csárdás – hol hetyke, hol búsongó – magyaros világa. A második tétel személyes hangú vallomás, amelyben a szenvedély heves kitörései természeti képekkel, pásztori hangulatokkal váltakoznak. A harmadik tétel scherzo: ez áll legközelebb a későbbi alkotások démoni hangjához. A negyedik tétel közjáték, anyagában megismétlődik a mű alapgondolata. A finálé, akárcsak az első tétel: összefoglal. Alapeleme ennek is a magyaros tánc, keretében újra felélednek a szvit különféle dallamai. A mű befejezése azonos az első tételével.
Az I. szvitet Bécsben mutatták be 1905-ben.

## Tételek
1. Allegro vivace
2. Poco adagio
3. Presto
4. Moderato
5. Molto vivace

## Autográf anyagok
- Vázlatanyaga/particellája lappang (kivéve 12 ütem részvázlatot az V. tételhez: Bartók Archívum, Budapest: BH 46/15).
- Autográf partitúra, a Rv 3531 kiadás metszőjének szóló utasításokkal (Bartók Péter magángyűjteménye: 10FSS1).
- A Rv kiadás (1912) javított korrektúralevonata (Bartók Archívum, Budapest 2000).
- A Rv elsőkiadás javított példánya: revideált változat húzásokkal, a karmesternek szóló Zur Beachtung instrukciók metszőpéldányával (ifj. Bartók Béla magángyűjteménye).